# Coupure (Gant)
El Coupure és un canal navegable belga a Gant que connecta el Leie amb el Canal Bruges-Gant. Des del 1981 el canal és llistat paisatge protegit. El nom prové del francès coupure, que significa «tall».

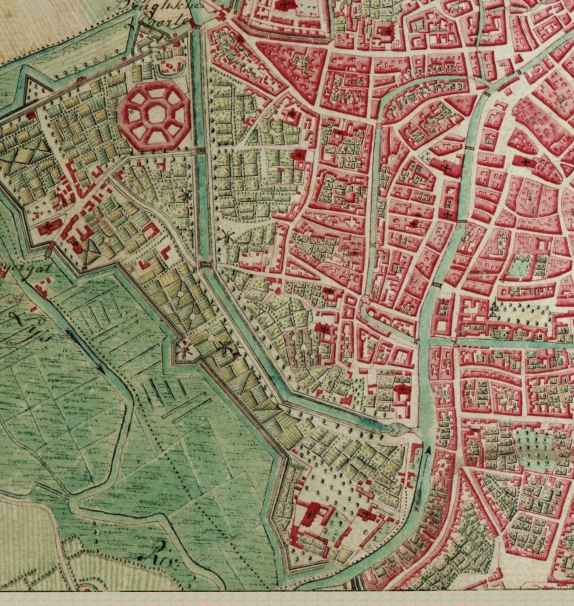
El Coupure al mapa de Joseph de Ferraris (1771-1778)

El 1713 el govern austríac va heretar els Països Baixos espanyols força empobrits. Per la feblesa de l'exèrcit espanyol i la incúria del govern espanyol, el comtat de Flandes havia perdut el seu accés al mar: el port de Duinkerke va ser conquistat per Lluís XIV i la desembocadura del Sassevaart, vital per al comerç de la ciutat de Gant, des de l'inici del segle xvii havia caigut en mans de la República de les Set Províncies Unides durant la Guerra dels Vuitanta Anys. Pel bloqueig del port d'Anvers el ducat de Brabant es va trobar totalment aïllat. El bloqueig dels ports marítims i el mal estat de les infraestructures que havien sobreviscuts a tants d'anys de guerra eren un fre al desenvolupament econòmic.

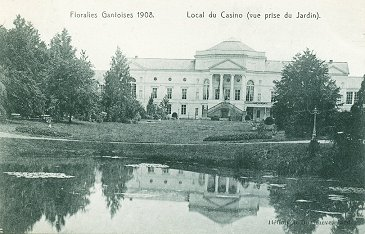
L'antic Casino de Gant a la riba del Coupure

Sota la pressió dels empresaris gantencs i inspirat per les idees de la il·lustració Antoniotto Botta Adorno, ministre plenipotenciari de Carles de Lorena, el governador de Maria Teresa I d'Àustria va engegar un llarg programa d'obres infraestructurals per desenclaver Anvers i Gant i trobar un millor accés al mar i desenvolupar els ports d'Oostende i de Nieuwpoort. Es va decidir de millorar i eixamplar les vies navigables entre Gant, via Bruges cap a Oostende. En aquest projecte, el Coupure de Gant havia de descongestionar el trànsit al tram urbà del Leie, arribat al límit de la seva capacitat. Ans al contrari del seu canal bessó, el Coupure de Bruges, que va fer un veritable tall al nucli antic, el de Gant va ser excavat en una zona pantanosa deshabitada i molt rural, com es pot veure al mapa de Joseph de Ferraris. A més de millorar el transport, pel desguàs millorat les afores del canal van poder urbanitzar-se.
A les seves ribes es van crear camins de sirga i passejos arbrats amb platans, que aviat «per l'aire sa» van esdevenir un lloc d'excursió per als ciutadans de Gant. La gent benestant hi va construir cases nobles en estil neoclàssic, de les quals moltes s'han conservat. Després van venir les fàbriques –avui desaparegudes– per profitar la nova infraestructura de transport. Grans parts dels jardins van ser sacrificats per construir barris obrers, els típics «beluik» de Gant. Avui, la zona és completament urbanitzada. S'hi va erigir un Casino (1835-1935), seu de la famosa exposició de flors Gentse Floraliën de 1839 a 1908. A la primera guerra mundial va ser transformat en hospital militar, i força ruïnos, va ser enderrocat el 1935.
El 1969 es va estrenar el canal Ringvaart, una variant aquàtica que permet desviar el trànsit de transport fluvial del centre de la ciutat de Gant, i així el Coupure només serveix per a la navegació recreativa.